# Gazeta Vigatana
La Gazeta vigatana va ser un setmanari de Vic. Fou creada el 1904 i dirigida per Lluís Bertran Nadal i Canudas (1857-1913). Durant els seus estudis als seminari de Vic, el jove Manuel Brunet hi va col·laborar. Perdurà només fins a l'any 1905. Tenia un caràcter primordialment local i catalanista. Marcadament regionalista es va plantejar com una eina de combat polític municipal. Amb la Gazeta Montanyesa (1905-14) és un predecessor de la Gazeta de Vich (1914-1931). Va ser una de les publicacions pels quals és van llançar i desenvolupar tota una sèrie de poetes de l'«Escola Literària Vigatana», com ara Manuel Vilà i Dalmau.